# Liste du patrimoine immobilier classé de Trois-Ponts
Cette page regroupe l'ensemble du patrimoine immobilier classé de la ville belge de Trois-Ponts.
| Objet | Année de construction / Architecte | Adresse             | Section communale | Coordonnées                      | Numéro d’inventaire | Illustration |
| --- | ---------------------------------- | ------------------- | ----------------- | -------------------------------- | ------------------- | --- |
| Ferme située à Haute-Bodeux, n° 152 |                                    | Haute-Bodeux n° 152 |                   | 50° 21′ 35″ nord, 5° 48′ 16″ est | 63086-CLT-0002-01   | Image manquanteTéléverser |
| Ensemble formé par le ruisseau du Noir Rû et ses abords (S) et établissement d'une zone de protection (ZP) (+ STAVELOT/Stavelot, Francheville) |                                    |                     |                   | 50° 21′ 02″ nord, 5° 59′ 47″ est | 63086-CLT-0004-01   | Ensemble formé par le ruisseau du Noir Rû et ses abords (S) et établissement d'une zone de protection (ZP) (+ STAVELOT/Stavelot, Francheville) |